# ژاکلین جیکاب
ژاکلین جیکاب (به انگلیسی: Jacqueline Jacob) (زادهٔ) شناگر اهل آلمان است.